# AFC Challenge Cup 2008 (kwalificatie)
De AFC Challenge Cup 2008 is een voetbaltoernooi dat wordt georganiseerd in de India. Dit artikel beschrijft het kwalificatieproces van dat toernooi. 4 teams konden zich plaatsen naast de automatische geplaatste landen. Een land plaatst zich door winnaar te worden in hun poule. 

## Deelnemende landen
De loting voor de kwalificatiegroepen was op 18 januari 2008 in Kuala Lumpur, Maleisië.
- Tadzjikistan
- Sri Lanka
- Nepal
- Kirgizië

- Palestina (teruggetrokken)
- Chinees Taipei
- Bangladesh
- Brunei

- Pakistan
- Cambodja
- Filipijnen
- Afghanistan

- Bhutan
- Macau
- Guam
- Laos (teruggetrokken)

## Kwalificatie

### Groep A
| Pos | Land           | Gsp | Win | Gel | Ver | DV | DT | +/- | Pnt |
| --- | -------------- | --- | --- | --- | --- | -- | -- | --- | --- |
| 1.  | Sri Lanka      | 3   | 2   | 1   | 0   | 14 | 4  | +10 | 7   |
| 2.  | Pakistan       | 3   | 2   | 0   | 1   | 12 | 10 | +2  | 6   |
| 3.  | Chinees Taipei | 3   | 1   | 1   | 1   | 7  | 5  | +2  | 4   |
| 4.  | Guam           | 3   | 0   | 0   | 3   | 4  | 18 | –14 | 0   |

|                                             |                                                                 |                  |              |                                                                                |
| 2 april 2008 «onderlinge duels» 16:00 UTC+8 | Sri Lanka                                                       | 5 – 1            | Guam         | Chungshan Stadium, Taiwan Toeschouwers: 300 Scheidsrechter: Valentin Kovalenko |
| 2 april 2008 «onderlinge duels» 16:00 UTC+8 | Bandanage 54' Siyaguna 55', 64' S. Mohamed 82' Jayasuriya 90+1' | Wedstrijdverslag | Mendiola 62' | Chungshan Stadium, Taiwan Toeschouwers: 300 Scheidsrechter: Valentin Kovalenko |

|                                             |                |                  |                    |                                                                          |
| 2 april 2008 «onderlinge duels» 18:30 UTC+8 | Chinees Taipei | 1 – 2            | Pakistan           | Chungshan Stadium, Taiwan Toeschouwers: 800 Scheidsrechter: Masaaki Toma |
| 2 april 2008 «onderlinge duels» 18:30 UTC+8 | Lo Chih-an 5'  | Wedstrijdverslag | Essa 13' Masih 34' | Chungshan Stadium, Taiwan Toeschouwers: 800 Scheidsrechter: Masaaki Toma |

|                                             |              |                  |                                                                         |                                                                                |
| 4 april 2008 «onderlinge duels» 16:00 UTC+8 | Pakistan     | 1 – 7            | Sri Lanka                                                               | Chungshan Stadium, Taiwan Toeschouwers: 300 Scheidsrechter: Valentin Kovalenko |
| 4 april 2008 «onderlinge duels» 16:00 UTC+8 | A. Ahmed 17' | Wedstrijdverslag | Jayasuriya 7', 42', 90+2' Bandanage 13' (pen.), 82' Dehiwalage 72', 77' | Chungshan Stadium, Taiwan Toeschouwers: 300 Scheidsrechter: Valentin Kovalenko |

|                                             |                |                  |                                                                     |                                                                     |
| 4 april 2008 «onderlinge duels» 18:30 UTC+8 | Guam           | 1 – 4            | Chinees Taipei                                                      | Chungshan Stadium, Taipei Toeschouwers: 850 Scheidsrechter: Win Cho |
| 4 april 2008 «onderlinge duels» 18:30 UTC+8 | Pangelinan 17' | Wedstrijdverslag | Chang Han 20' Huang Wei-yi 28' Chen Po-liang 33' Chiang Shih-lu 44' | Chungshan Stadium, Taipei Toeschouwers: 850 Scheidsrechter: Win Cho |

|                                             |                                                                                      |                  |                                    |                                                                               |
| 6 april 2008 «onderlinge duels» 16:00 UTC+8 | Pakistan                                                                             | 9 – 2            | Guam                               | Chungshan Stadium, Taiwan Toeschouwers: 200 Scheidsrechter: Kadhum Auda Lazim |
| 6 april 2008 «onderlinge duels» 16:00 UTC+8 | Anwar 9', 18' Shah 28' Qasim 44', 72', 82' T. Ahmed 62' Hameed 65' (pen.) Rehman 85' | Wedstrijdverslag | Pangelinan 74' I. Ahmed 80' (e.d.) | Chungshan Stadium, Taiwan Toeschouwers: 200 Scheidsrechter: Kadhum Auda Lazim |

|                                             |                                         |                  |                                   |                                                                          |
| 6 april 2008 «onderlinge duels» 18:30 UTC+8 | Sri Lanka                               | 2 – 2            | Chinees Taipei                    | Chungshan Stadium, Taiwan Toeschouwers: 900 Scheidsrechter: Masaaki Toma |
| 6 april 2008 «onderlinge duels» 18:30 UTC+8 | Chen Po-liang 59' (e.d.) Jayasuriya 86' | Wedstrijdverslag | Chang Han 28' Tsai Hsien-tang 74' | Chungshan Stadium, Taiwan Toeschouwers: 900 Scheidsrechter: Masaaki Toma |

### Groep B
| Pos | Land         | Gsp | Win | Gel | Ver | DV | DT | +/- | Pnt |
| --- | ------------ | --- | --- | --- | --- | -- | -- | --- | --- |
| 1.  | Tadzjikistan | 3   | 2   | 1   | 0   | 7  | 1  | +6  | 7   |
| 2.  | Filipijnen   | 3   | 2   | 1   | 0   | 4  | 0  | +4  | 7   |
| 3.  | Bhutan       | 3   | 0   | 1   | 2   | 2  | 7  | –5  | 1   |
| 4.  | Brunei       | 3   | 0   | 1   | 2   | 1  | 6  | –5  | 1   |

|                                            |                                   |                  |                 |                                                                                          |
| 13 mei 2008 «onderlinge duels» 15:30 UTC+8 | Tadzjikistan                      | 3 – 1            | Bhutan          | Barotac Nuevo Plaza Field, Barotac Nuevo Toeschouwers: 5.000 Scheidsrechter: Ng Chiu Kok |
| 13 mei 2008 «onderlinge duels» 15:30 UTC+8 | Hakimov 27' 88' (pen.) Rabiev 60' | Wedstrijdverslag | P. Tshering 69' | Barotac Nuevo Plaza Field, Barotac Nuevo Toeschouwers: 5.000 Scheidsrechter: Ng Chiu Kok |

|                                            |        |                  |               |                                                                                   |
| 13 mei 2008 «onderlinge duels» 15:30 UTC+8 | Brunei | 0 – 1            | Filipijnen    | Iloilo Sports Complex, Iloilo City Toeschouwers: 3.500 Scheidsrechter: Ali Saleem |
| 13 mei 2008 «onderlinge duels» 15:30 UTC+8 |        | Wedstrijdverslag | Caligdong 28' | Iloilo Sports Complex, Iloilo City Toeschouwers: 3.500 Scheidsrechter: Ali Saleem |

|                                            |                  |       |              |                                                                                      |
| 15 mei 2008 «onderlinge duels» 15:30 UTC+8 | Filipijnen       | 0 – 0 | Tadzjikistan | Iloilo Sports Complex, Iloilo City Toeschouwers: 4.500 Scheidsrechter: Ali Al-Badawi |
| 15 mei 2008 «onderlinge duels» 15:30 UTC+8 | Wedstrijdverslag |       |              | Iloilo Sports Complex, Iloilo City Toeschouwers: 4.500 Scheidsrechter: Ali Al-Badawi |

|                                            |            |                  |                |                                                                                             |
| 15 mei 2008 «onderlinge duels» 15:30 UTC+8 | Bhutan     | 1 – 1            | Brunei         | Barotac Nuevo Plaza Field, Barotac Nuevo Toeschouwers: 4.000 Scheidsrechter: Chaiya Mahapab |
| 15 mei 2008 «onderlinge duels» 15:30 UTC+8 | Dendup 12' | Wedstrijdverslag | Bin Salleh 76' | Barotac Nuevo Plaza Field, Barotac Nuevo Toeschouwers: 4.000 Scheidsrechter: Chaiya Mahapab |

|                                            |                                                  |                  |        |                                                                                         |
| 17 mei 2008 «onderlinge duels» 15:30 UTC+8 | Filipijnen                                       | 3 – 0            | Bhutan | Barotac Nuevo Plaza Field, Barotac Nuevo Toeschouwers: 7.000 Scheidsrechter: Ali Saleem |
| 17 mei 2008 «onderlinge duels» 15:30 UTC+8 | Gould 41' P. Younghusband 43' Rinchen 58' (e.d.) | Wedstrijdverslag |        | Barotac Nuevo Plaza Field, Barotac Nuevo Toeschouwers: 7.000 Scheidsrechter: Ali Saleem |

|                                            |                                            |                  |        |                                                                                    |
| 17 mei 2008 «onderlinge duels» 15:30 UTC+8 | Tadzjikistan                               | 4 – 0            | Brunei | Iloilo Sports Complex, Iloilo City Toeschouwers: 450 Scheidsrechter: Ali Al-Badawi |
| 17 mei 2008 «onderlinge duels» 15:30 UTC+8 | Rabiev 46', 87' Mukhidinov 61' Hakimov 69' | Wedstrijdverslag |        | Iloilo Sports Complex, Iloilo City Toeschouwers: 450 Scheidsrechter: Ali Al-Badawi |

### Groep C
| Pos | Land        | Gsp | Win | Gel | Ver | DV | DT | +/- | Pnt |
| --- | ----------- | --- | --- | --- | --- | -- | -- | --- | --- |
| 1.  | Afghanistan | 2   | 1   | 1   | 0   | 1  | 0  | +1  | 4   |
| 2.  | Kirgizië    | 2   | 1   | 0   | 1   | 2  | 2  | 0   | 3   |
| 3.  | Bangladesh  | 2   | 0   | 1   | 1   | 1  | 2  | –1  | 1   |

|                                           |                  |       |             |                                                                              |
| 5 mei 2008 «onderlinge duels» 17:30 UTC+6 | Bangladesh       | 0 – 0 | Afghanistan | Spartak Stadium, Bishkek Toeschouwers: 3.000 Scheidsrechter: Khalid Al-Senan |
| 5 mei 2008 «onderlinge duels» 17:30 UTC+6 | Wedstrijdverslag |       |             | Spartak Stadium, Bishkek Toeschouwers: 3.000 Scheidsrechter: Khalid Al-Senan |

|                                           |             |                  |          |                                                                             |
| 7 mei 2008 «onderlinge duels» 17:30 UTC+6 | Afghanistan | 1 – 0            | Kirgizië | Spartak Stadium, Bishkek Toeschouwers: 7.000 Scheidsrechter: Rosdi Shaharul |
| 7 mei 2008 «onderlinge duels» 17:30 UTC+6 | Yamrali 38' | Wedstrijdverslag |          | Spartak Stadium, Bishkek Toeschouwers: 7.000 Scheidsrechter: Rosdi Shaharul |

|                                           |                          |                  |            |                                                                                     |
| 9 mei 2008 «onderlinge duels» 17:30 UTC+6 | Kirgizië                 | 2 – 1            | Bangladesh | Spartak Stadium, Bishkek Toeschouwers: 5.000 Scheidsrechter: Atallah Jatli Al-Enezi |
| 9 mei 2008 «onderlinge duels» 17:30 UTC+6 | Kornilov 83' Sydykov 87' | Wedstrijdverslag | Ameli 63'  | Spartak Stadium, Bishkek Toeschouwers: 5.000 Scheidsrechter: Atallah Jatli Al-Enezi |

### Groep D
| Pos | Land     | Gsp | Win | Gel | Ver | DV | DT | +/- | Pnt |
| --- | -------- | --- | --- | --- | --- | -- | -- | --- | --- |
| 1.  | Nepal    | 2   | 2   | 0   | 0   | 4  | 2  | +2  | 6   |
| 2.  | Cambodja | 2   | 1   | 0   | 1   | 3  | 2  | +1  | 3   |
| 3.  | Macau    | 2   | 0   | 0   | 2   | 3  | 6  | –3  | 0   |

|                                            |                              |                  |                                          |                                                                                      |
| 24 mei 2008 «onderlinge duels» 15:00 UTC+7 | Nepal                        | 3 – 2            | Macau                                    | National Olympic Stadium, Phnom Penh Toeschouwers: 2.000 Scheidsrechter: Vo Minh Tri |
| 24 mei 2008 «onderlinge duels» 15:00 UTC+7 | S. Rai 43' J.M. Rai 57', 65' | Wedstrijdverslag | Che Chi Man 29' (pen.) Chan Kin Seng 59' | National Olympic Stadium, Phnom Penh Toeschouwers: 2.000 Scheidsrechter: Vo Minh Tri |

|                                            |          |                  |              |                                                                                       |
| 26 mei 2008 «onderlinge duels» 15:00 UTC+7 | Cambodja | 0 – 1            | Nepal        | National Olympic Stadium, Phnom Penh Toeschouwers: 3.000 Scheidsrechter: Mohsen Torky |
| 26 mei 2008 «onderlinge duels» 15:00 UTC+7 |          | Wedstrijdverslag | J.M. Rai 44' | National Olympic Stadium, Phnom Penh Toeschouwers: 3.000 Scheidsrechter: Mohsen Torky |

|                                            |                             |                  |                 |                                                                                             |
| 28 mei 2008 «onderlinge duels» 15:00 UTC+7 | Cambodja                    | 3 – 1            | Macau           | National Olympic Stadium, Phnom Penh Toeschouwers: 3.000 Scheidsrechter: Çarymyrat Gurbanow |
| 28 mei 2008 «onderlinge duels» 15:00 UTC+7 | Sinoun 30', 90+2' Rithy 67' | Wedstrijdverslag | Che Chi Man 65' | National Olympic Stadium, Phnom Penh Toeschouwers: 3.000 Scheidsrechter: Çarymyrat Gurbanow |

## Gekwalificeerde landen
| Land         | Gekwalificeerd als | Vorige deelnames in toernooi12 |
| ------------ | ------------------ | ------------------------------ |
| India        | Gastland           | 2e (2006)                      |
| Noord-Korea  | Automatisch        | debuut                         |
| Turkmenistan | Automatisch        | debuut                         |
| Myanmar      | Automatisch        | debuut                         |
| Sri Lanka    | Winnaar Groep A    | 2e (2006)                      |
| Tadzjikistan | Winnaar Groep B    | 2e (2006)                      |
| Afghanistan  | Winnaar Groep C    | 2e (2006)                      |
| Nepal        | Winnaar Groep D    | 2e (2006)                      |

## Doelpuntenmakers
5 doelpunten
- Kasun Jayasuriya

3 doelpunten
- Ju Manu Rai
- Muhammad Qasim
- Channa Ediri Bandanage
- Numonjon Hakimov
- Yusuf Rabiev

2 doelpunten
- Nuth Sinoun
- Chang Han
- Zachary Pangelinan

- Che Chi Man
- Jamshed Anwar

- Nimal Dehiwalage
- Chathura Maduranga Siyaguna

1 doelpunt
- Ata Yamrali
- Mohamed Hasan Ameli
- Nawang Dendup
- Passang Tshering
- Khayrun Bin Salleh
- Chan Rithy
- Chen Po-liang
- Chiang Shih-lu
- Huang Wei-yi

- Lo Chih-an
- Tsai Hsien-tang
- Christopher Mendiola
- Roman Kornilov
- Ruslan Sydykov
- Chan Kin Seng
- Sandip Rai
- Adnan Ahmed
- Tanveer Ahmed

- Mohammad Essa
- Zahid Hameed
- Michael Masih
- Abdul Rehman
- Farooq Shah
- Emelio Caligdong
- Chad Gould
- Phil Younghusband
- Sabras Mohamed
- Dzhomikhon Mukhidinov

Eigen doelpunten
- Pema Rinchen (Tegen Filipijnen)
- Chen Po-liang (Tegen Sri Lanka)
- Iltaf Ahmed (Tegen Guam)